# Pinise Saul
Pinise Saul (* 31. Dezember 1941 in East London, Südafrika; † 26. Oktober 2016 in London) war eine südafrikanische Sängerin, die der Guardian als „Königin des Afro-Jazz“ bezeichnete.

## Leben und Wirken
Saul arbeitete zunächst ab 1957 in Tete Mbambisas Gesangsgruppe Four Yanks, mit der es zu ersten Aufnahmen kam. 1963 sang sie im Musical Xapa Goes to Town; im Folgejahr ersetzte sie Letta Mbulu in der Show Back in Your Own Backyard und trat auf dem Castle Lager Jazz Festival auf.
Sie arbeitete weiter in Südafrika als Sängerin, bevor sie 1975 mit dem Musical Iphi-Ntombi ins Exil ging. In Boston trat sie gemeinsam mit Bob Marley und Patti LaBelle auf, bevor sie nach Großbritannien zog. Seit 1981 war sie Mitglied von Dudu Pukwanas Band Zila, mit der sie auch regelmäßig in Deutschland auf Gastspielreise war. Daneben war sie Mitglied von Trevor Watts Moire Music. Zudem war sie mit Julian Bahulas Jabula und mit der Brotherhood of Breath zu hören. 2001 trat sie mit David Murrays M’Bizo-Projekt und dem World Saxophone Quartet auf dem Moers Festival auf. Gemeinsam mit Lucky Ranku leitete sie die Band Township Express und die South African Gospel Singers. Auch gehörte sie zu den African Jazz Allstars und trat mit Adam Glasser und den Township Comets auf. Gelegentlich gastierte sie nach dem Ende der Apartheid in Südafrika. Pinise Saul erlag 2016 einer Krebserkrankung.
Denise Mpale widmete ihr bereits 1968 den Song Pinise’s Dance (auf dem Album I Remember Nick). Sie ist Gegenstand des Dokumentarfilms Roots Calling von Mark Kaplan, der 2004 im südafrikanischen Fernsehen und auf dem Commonwealth Film Festival gezeigt wurde.

## Diskografische Hinweise
- Dudu Pukwana Life in Bracknell & Willisau (Jika Records, 1983)
- Dudu Pukwana Zila ’86 (Jika Records, 1986)
- Chris McGregor and the South African Exiles Thunderbolt (PAM, 1986, mit Pukwana, Ranku, Johnny Dyani, Harry Beckett, Ernest Mothle, Gilbert Matthews)
- John Stevens Fast Colour. Suite for Johnny Mbizo Dyani (mit Pukwana, Evan Parker, Harry Beckett, Annie Whitehead, Nick Stephens, 1988)
- Canaille 91 – Festival für Improvisierte Musik in Frankfurt a.M.  (1991)
- South African Friends Sangena: We Are Coming In - Live au Petit Faucheux (ADDA 1992, mit Ranku, Mike Rose, Phil Scragg, Roland Perrin, Victor Starkey)
- Chris McGregor’s Brotherhood of Breath The Memorial Concert (ITM Records, 1993)
- Township Express Fishbone (Jika Records, 1998)
- Adam Glasser Mzansi (Sunnyside Communications 2014, mit Jason Yarde, Alec Dankworth u. a.)